# Sarah Pagung
Sarah Pagung (* 1989 in Berlin) ist eine deutsche Politikwissenschaftlerin und Publizistin, die auf Russland und Osteuropa spezialisiert ist.

## Leben und Wirken
Sarah Pagung studierte an der FU Berlin Politikwissenschaft und promovierte dort im Jahre 2022. Der Titel ihrer Dissertation lautet Einflussnahme auf internationale Zielgruppen durch die Russländische Föderation. Eine Analyse von 2000–2016.
Pagung war von Februar 2019 bis Dezember 2022 wissenschaftliche Mitarbeiterin der Deutschen Gesellschaft für auswärtige Politik (DGAP). Im Jahre 2023 begann sie eine Tätigkeit als Programmleiterin bei der Körber-Stiftung. Inhaltlich arbeitete Pagung vor allem zu russischer Außen- und Sicherheitspolitik sowie zu Informationspolitik. Bis Dezember 2018 betreute sie Projekte am Robert-Bosch-Zentrum für Mittel- und Osteuropa, Russland und Zentralasien, darunter den Gesprächskreis Russland/Östliche Partnerschaft zu russischer Außen- und Sicherheitspolitik sowie das Kooperationsprojekt „A New Western Ostpolitik“ mit der Johns Hopkins University in den USA. Von 2013 bis 2015 war sie Mitarbeiterin am Berliner Carl-Friedrich-Goerdeler-Kolleg.
Pagung trat als Russland- und Osteuropaexpertin in der Tagesschau, im ZDF bei Markus Lanz und Maybrit Illner und auf arte zum russischen Überfall auf die Ukraine auf.